# Cássio Freitas
Cássio Freitas De Paiva (* 31. August 1965 in Belo Horizonte) ist ein ehemaliger brasilianischer Radrennfahrer und nationaler Meister im Radsport.

## Sportliche Laufbahn
Freitas war Straßenradsportler und Teilnehmer der Olympischen Sommerspiele 1988 in Seoul. Im olympischen Straßenrennen wurde er beim Sieg von Olaf Ludwig als 20. klassiert. Die brasilianische Mannschaft kam mit Wanderley Magalhães, César Daneliczen, Cássio Freitas und Marcos Mazzaron im Mannschaftszeitfahren auf den 18. Platz.
1986 gewann er eine Etappe der Mexiko-Rundfahrt und 1987 zwei Etappen der Volta Ciclista Internacional do Brasil. Dazu kam der Sieg in der Tour de Santa Catarina. 1988 war er auf zwei Etappen der Uruguay-Rundfahrt erfolgreich. Er bestritt die Internationale Friedensfahrt beim ersten Start einer brasilianischen Auswahl in diesem Rennen 1988 und beendete die Rundfahrt auf dem 25. Rang. Im Rennen der UCI-Straßen-Weltmeisterschaften 1989 wurde er 14.
1990 wurde er Berufsfahrer in einem portugiesischen Radsportteam. In seiner ersten Saison als Profi gewann er eine Etappe der Vuelta a La Rioja 1992 siegte er in der Portugal-Rundfahrt mit einem Etappenerfolg und im Rennen Grande Prémio Jornal de Notícias vor Joaquim Andrade. In der Saison 1993 entschied er die Algarve-Rundfahrt für sich, wiederum mit einem Etappensieg. Dieses Etappenrennen gewann er erneut 1995. Das traditionsreiche Eintagesrennen Porto–Lisboa konnte Freitas 1996 gewinnen. 1998 wurde er Sieger des Straßenrennens der Südamerikanischen Spiele und der Vuelta a Mendoza. Bei den Panamerikanischen Meisterschaften gewann er Silber im Straßenrennen. 2001 wurde er nationaler Meister im Einzelzeitfahren und gewann die Tour de Santa Catarina.  
Dreimal fuhr er die Vuelta a España, 1990 wurde er 95., 1991 45. und 1994 79. der Gesamtwertung.